# ارتباطات نظامی

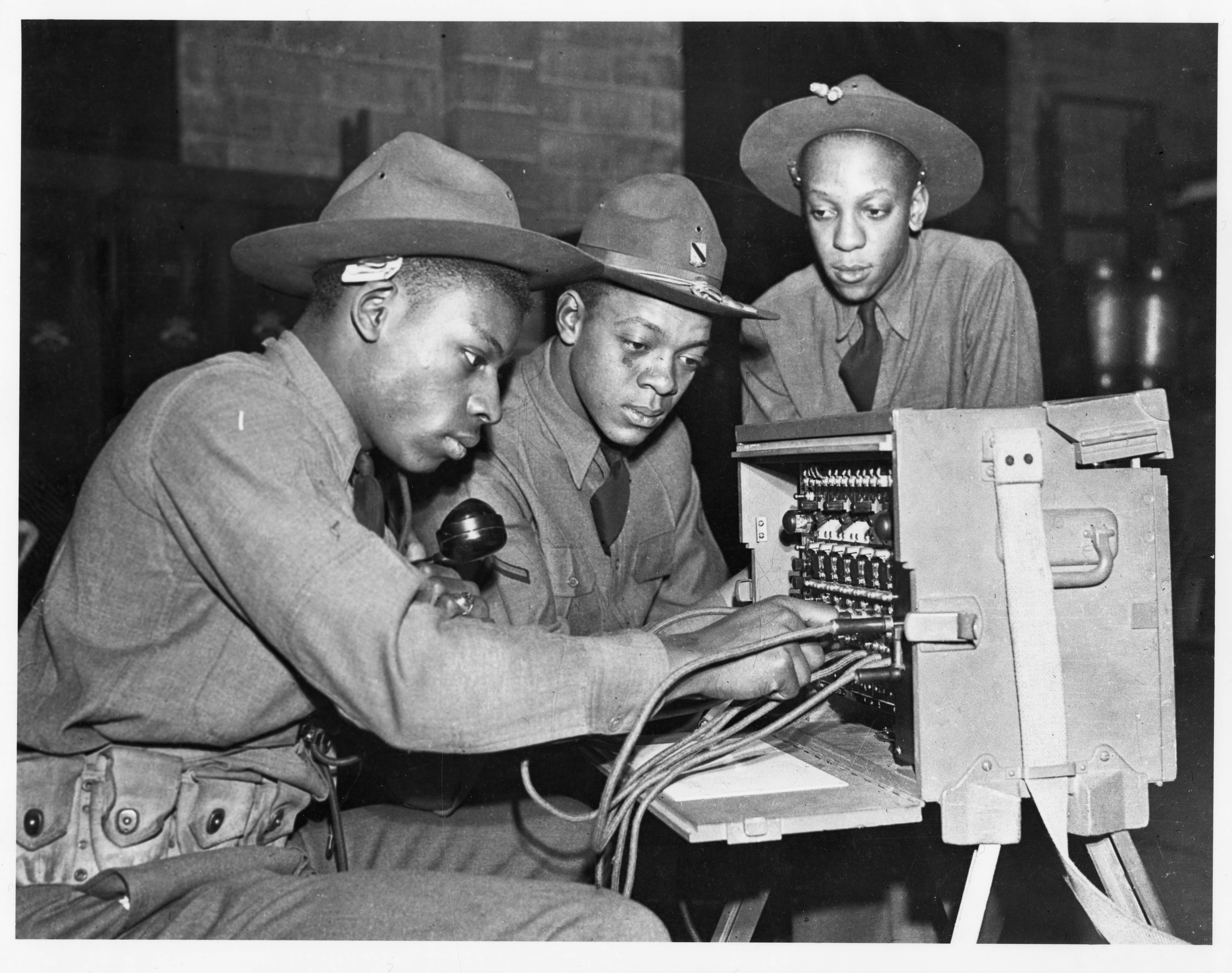
اپراتورهای تلفن سپاه سیگنال ارتش ایالات متحده در دهه ۱۹۴۰

ارتباطات نظامی (انگلیسی: Military communications) یا سیگنال‌های نظامی شامل تمام جنبه‌های ارتباطات یا انتقال اطلاعات توسط نیروهای مسلح می‌شود. نمونه‌هایی از ارتباطات نظامی شامل متن، صدا، فکس، ارتباطات تاکتیکی زمینی، سیگنال‌دهی دریایی، مایکروویو زمینی، پراکندگی تروپوسفری، سیستم‌ها و تجهیزات ارتباطات ماهواره‌ای، نظارت و تجزیه و تحلیل سیگنال، امنیت، جهت‌یابی و پارازیت می‌شود. فوری‌ترین اهداف در ارتباطات نظامی، انتقال اطلاعات به فرماندهان و دریافت دستورات از آنها به نیروهای زیرمجموعه است.
ارتباطات نظامی از دوران ماقبل تاریخ تا به امروز ادامه دارد. اولین ارتباطات نظامی توسط دوندگان ارائه می‌شد. بعدها، ارتباطات به سیگنال‌های بصری پیشرفت کرد. به‌عنوان مثال، کشتی‌های دریایی از سیگنال‌دهی پرچم برای ارتباط از کشتی به کشتی استفاده می‌کردند. این پرچم‌ها مجموعه‌ای یکنواخت از کدهای دریایی هستند که به راحتی قابل شناسایی بوده و پیام‌ها و کدهای بصری را بین کشتی‌ها و از کشتی به ساحل منتقل می‌کنند. سپس ارتش‌ها روش‌هایی را برای استفاده از سیگنال‌دهی صوتی برای ارتباط با یکدیگر کشف کردند. این روش ارتباط توسط تلگراف امکان‌پذیر بود. تلگراف یک وسیله الکترونیکی است که توسط فرستنده استفاده می‌شود و وقتی فرستنده کلید تلگراف را فشار می‌دهد، جریان را قطع می‌کند و یک پالس صوتی ایجاد کرده که در ایستگاه گیرنده شنیده می‌شود. سپس گیرنده پالس‌ها را رمزگشایی کرده تا در نهایت پیام‌ها را رمزگشایی کند.
از آن زمان، ارتباطات نظامی تکامل یافته و بسیار پیشرفته‌تر شده است. امروزه، دیدگاه‌های زیادی برای بررسی چگونگی ارتباط سربازان در سراسر جهان وجود دارد. آنتونی کینگ بیان می‌کند که چگونه جامعه‌شناسان نظامی تلاش کرده‌اند تا توضیح دهند که چگونه نهادهای نظامی، سطوح بالای انسجام اجتماعی را توسعه داده و حفظ می‌کنند. ارتباطات نقش مهمی در تقویت انسجام اجتماعی در نیروهای مسلح ایفا می‌کند، زیرا به سربازان اجازه می‌دهد تا روابط برقرار کرده، اعتماد ایجاد کنند و برای اهداف مشترک با یکدیگر همکاری نمایند.